# One Atlantic Center
One Atlantic Center, también conocido como IBM Tower, es un rascacielos situado en Midtown Atlanta.  Es el tercer edificio más alto de Atlanta, alcanzando una altura de 250 metros con 50 plantas de espacio de oficinas. Fue completado en 1987 y permaneció como el edificio más alto de Atlanta hasta 1992, cuando fue superado por Bank of America Plaza, también construido en Midtown. Fue asimismo el edificio más alto en el Sudeste de Estados Unidos cuando se completó, sobrepasando a Southeast Financial Center de Miami.
El edificio fue comisionado por Prentiss Properties como el cuartel general del sudeste para IBM, compañía responsable de muchos notables rascacielos en la década de 1980. Aparte de introducir a Atlanta el idioma arquitectónico posmoderno de la década de 1980, esta torre es notoria por crear esencialmente lo que es ahora el distrito comercial Midtown.  Situado en la entonces esquina remota de 14th Street y West Peachtree Street a más de una milla de Downtown, este edificio sin embargo abrió casi completamente ocupado y atrayendo por tanto promotores a Midtown.
El exterior del edificio está recubierto de granito español rosa, con la parte superior piramidal y un remate de oro. El diseño incluye plumadas góticas, más marcadamente bajo la parte superior de cobre del edificio. Por la noche, el remate y las aristas de la pirámide se iluminan brillantemente, creando un efecto incandescente.    
En 2001 fue unido al edificio Atlantic Center Plaza, mucho más bajo,que lleva un similar diseño posmoderno y fue construido al otro lado de la calle como segunda fase del proyecto Atlantic Center. El diseño y arquitectura de Atlantic Center Plaza son muy similares a One Atlantic Center; de hecho, es conocido cariñosamente en Atlanta como el edificio "Mini Yo", poniéndole el nombre del cómico clon enano del Dr. Evil en las películas de Austin Powers. La fase 3 permanece en los tableros de dibujo mientras los promotores esperan inquilinos.
One Atlantic Center fue diseñado por Johnson/Burgee Architects. Como arquitecto asociado, Heery International, Inc. produjo los documentos del contrato.
Ambas Atlantic Center Towers fueron construidas por HCBeck, actualmente conocida como The Beck Group.